# Bad Wildbad

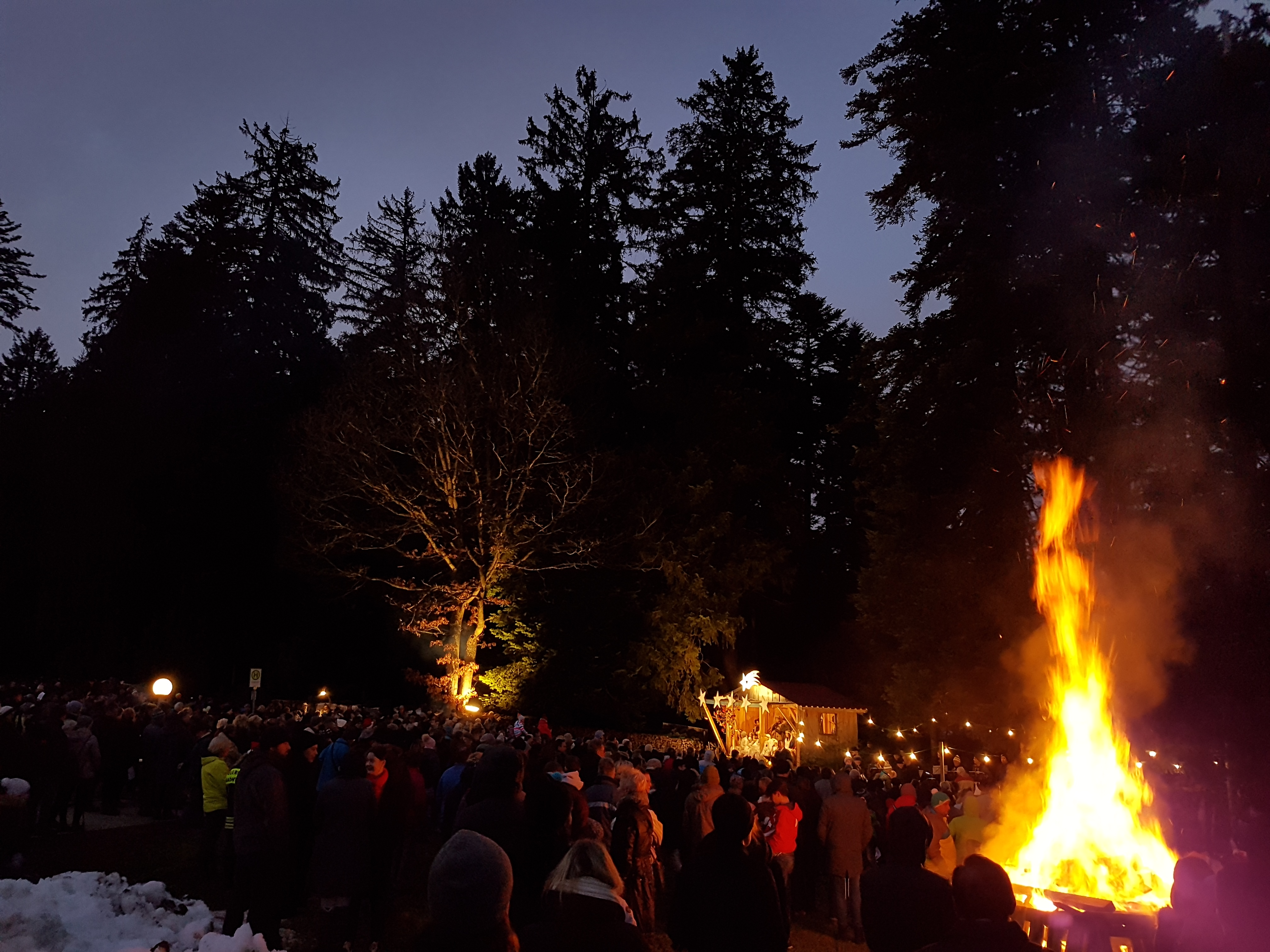
Navidad en el bosque - Bad Wildbad - Aichelberg, 24.12.

Bad Wildbad (pronunciación en alemán: /baːt ˈvɪltˌbaːt/ (escucharⓘ)) es un municipio alemán, ubicado en el distrito de Calw en la región administrativa de Karlsruhe, en el Estado federado de Baden-Wurtemberg. 
Bad Wildbad se encuentra en el valle del Enz, un afluente del río Neckar, en plena Selva Negra, a unos 45 km al oeste de Stuttgart y a 23 km al este de Baden-Baden. Sobre Bad Wildbad se eleva una pequeña montaña llamada Sommerberg, a cuya cima se puede llegar por un funicular que cubre una distancia vertical de unos 300 m. 

## Historia
Su emplazamiento actual resulta de la fusión efectuada en 1974 de las localidades de Wildbad, Calmbach, Sprollenhaus, Nonnenmiß y Aichelberg, así como de las aldeas de Hünerberg y Meistern. El pueblo se llamaba simplemente «Wildbad» hasta 1991, cuando se le añadió el término Bad, palabra en alemán para «baño», una referencia a la condición de balneario.
Históricamente, ha sido un balneario medicinal. Justinus Kerner describió en el siglo XIX la bondad de sus aguas termales. Sus dos baños más famosos son el "Palais Thermal", unas termas magníficas de estilo art decó, y  la "Vital Therme", un conjunto de piscinas interiores y exteriores de agua caliente.
Rossini in Wildbad es un festival de música clásica que se celebra cada año en homenaje al compositor Gioachino Rossini, quien pasó un periodo de descanso en el lugar. 

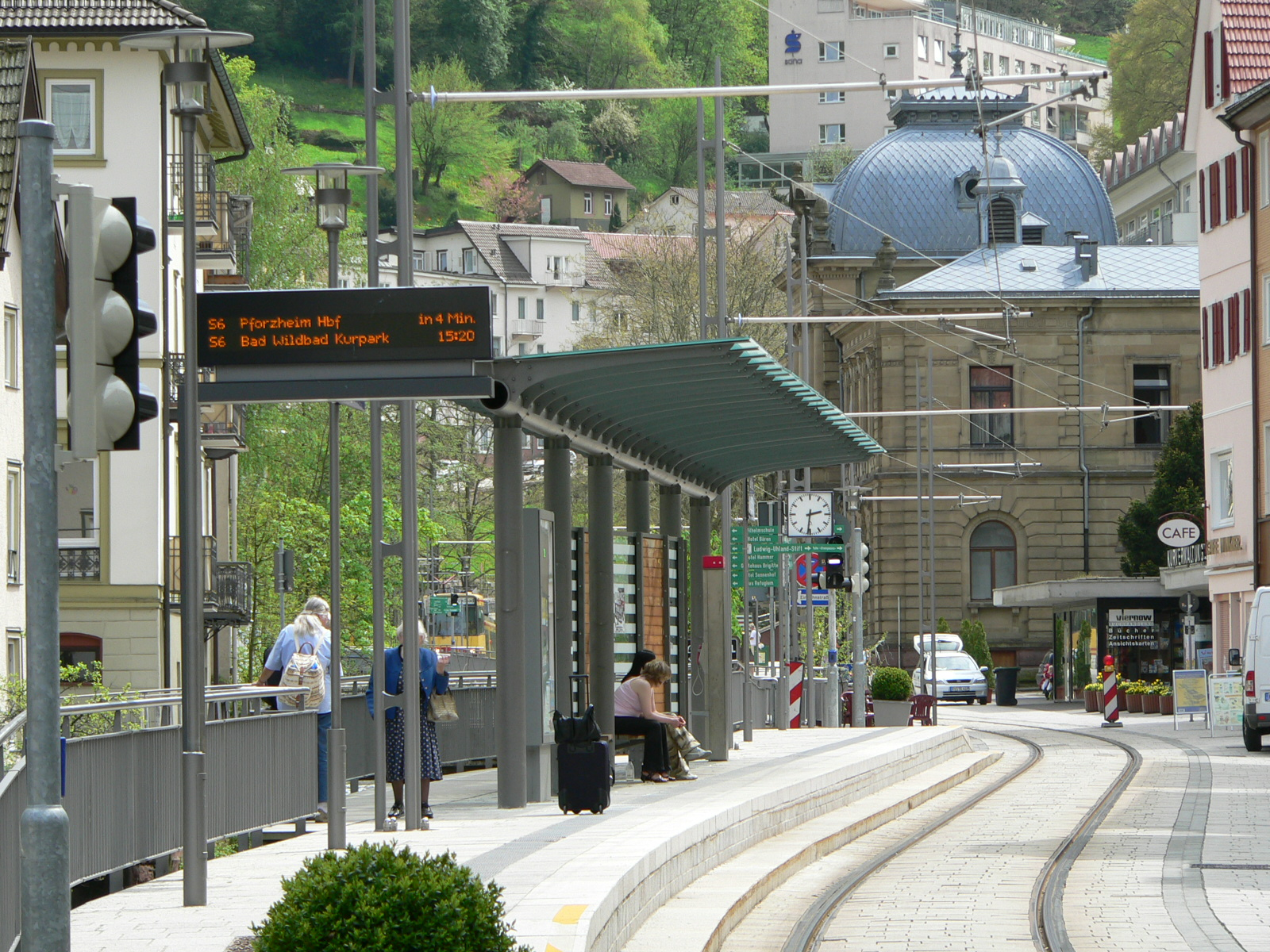
El Ferrocarril del valle de Enz en Bad Wildbad.

Otro atractivo de Bad Wildbad es el Wildsee, un pequeño lago a cierta distancia del pueblo, que mide unas 2,3 hectáreas y se encuentra a 900 m s. n. m.

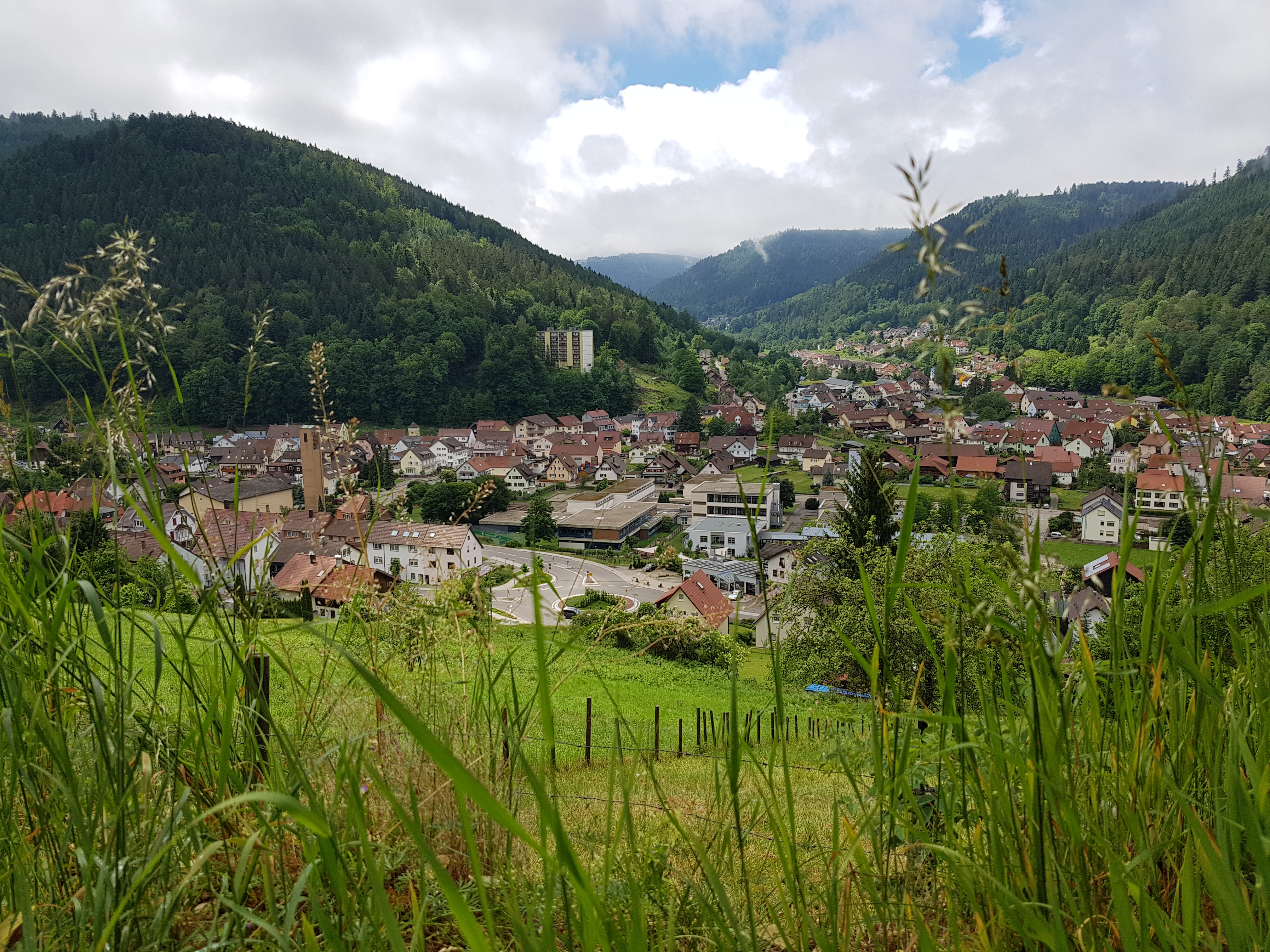
Bad Wildbad - Calmbach

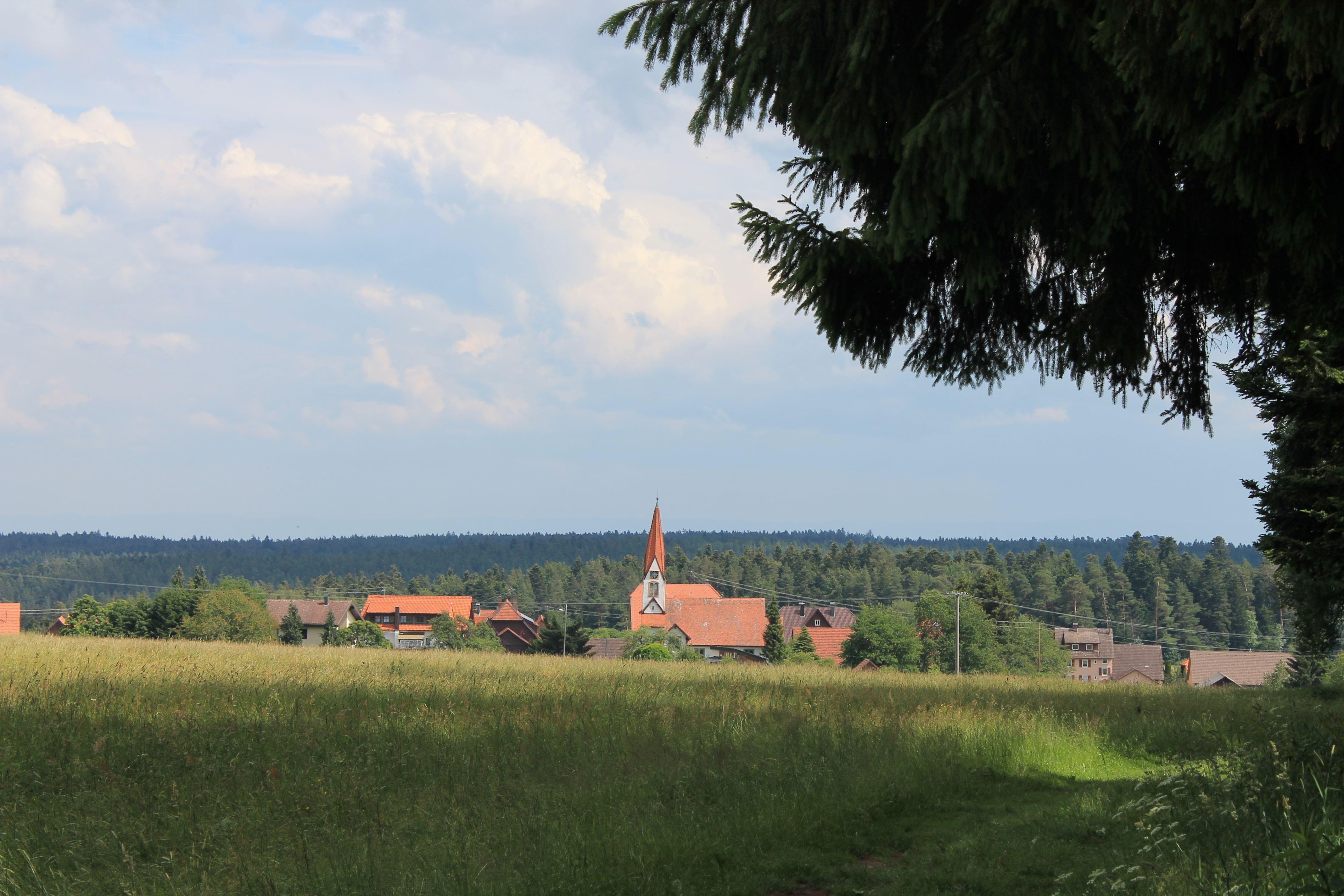
Bad Wildbad - Aichelberg

Otro lugar muy interesante es Aichelberg, que está en las montañas al sur de Bad Wildbad.